# 喀細亞縣
喀細亞縣（英語：Cassia County）是美国爱达荷州南部的一個縣，南鄰犹他州及内华达州，面積6,683平方公里。根據2020年美國人口普查，共有人口24,655人。縣治伯利（Burley）。該縣成立於1879年2月20日。縣名來自流入拉夫特河的支流Cassia Creek命名（紀念摩門軍團的成員James John Cazier）；另一說來自當地並不存在的肉桂。第三種說法是法語cajeaur（「木筏」的意思）。